# Juan de Cervantes

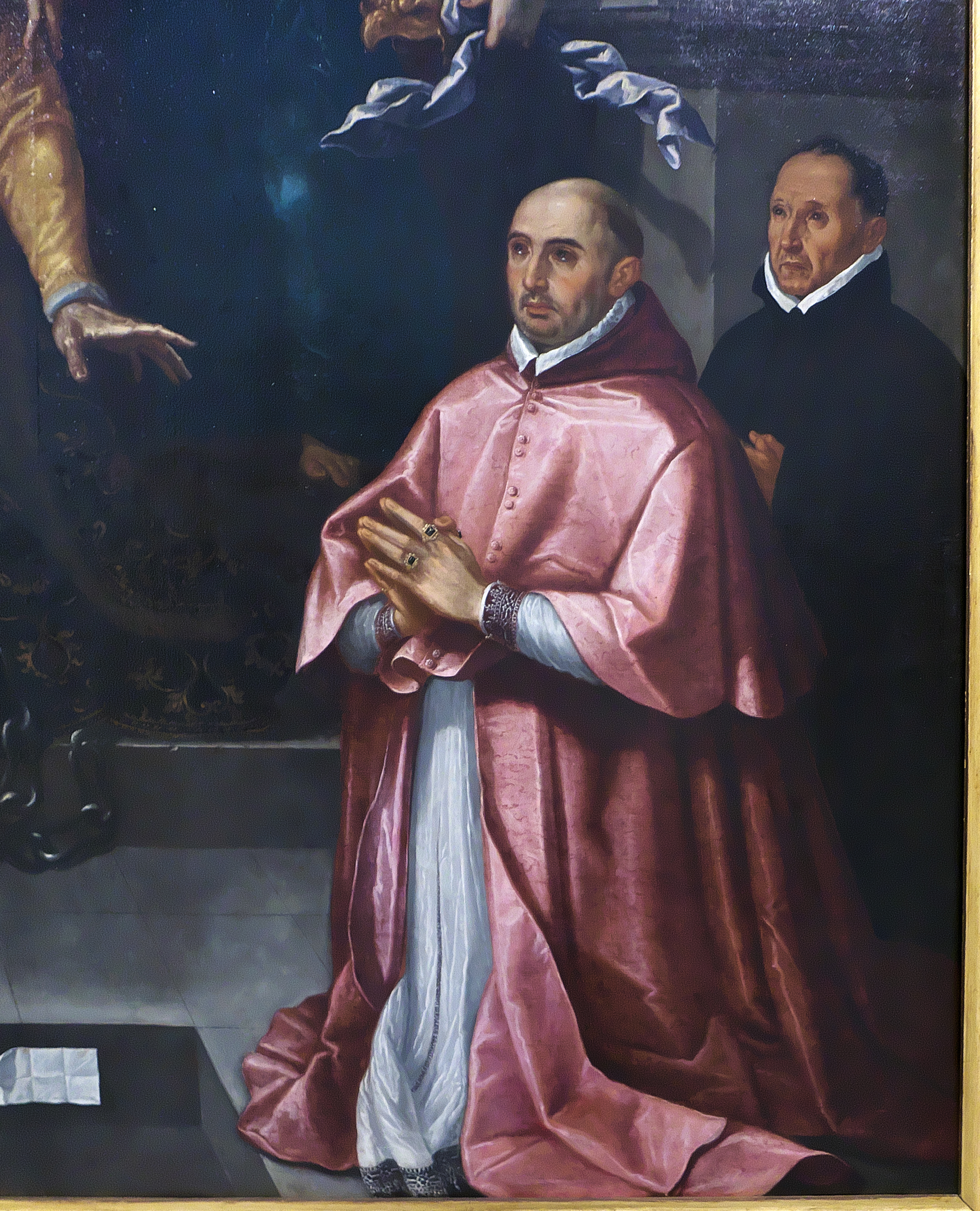
Kardinal Juan de Cervantes, Stifter des Hospital del Cardenal, auf dem Gemälde Tránsito de San Hermenegildo, 1603/04 (Museo de Bellas Artes de Sevilla)

Juan de Cervantes (* um 1380 in Lora del Río, Spanien; † 25. November 1453 in Sevilla) war ein spanischer Kardinal des 15. Jahrhunderts.

## Leben

### Bis zur Kardinalserhebung
Juan de Cervantes studierte Theologie sowie Zivil- und Kirchenrecht in Salamanca. Der Gegenpapst Benedikt (XIII.) ernannte ihn im Januar 1415 zum Archidiakon von Calatrava. Nachdem er sich mit dem Gegenpapst überworfen hatte, erteilte ihm Papst Martin V. die Absolution ad cautelam. Seit 1419 war er für das Königreich Kastilien als Prokurator an der Römischen Kurie. 1423 wurde er Kanonikus des Domkapitels von Burgos. Von 1423 bis 1424 nahm er am Konzil von Siena teil und verteidigte Martin V. gegen den aragonesischen Teilnehmer Guillermo Agramunt.

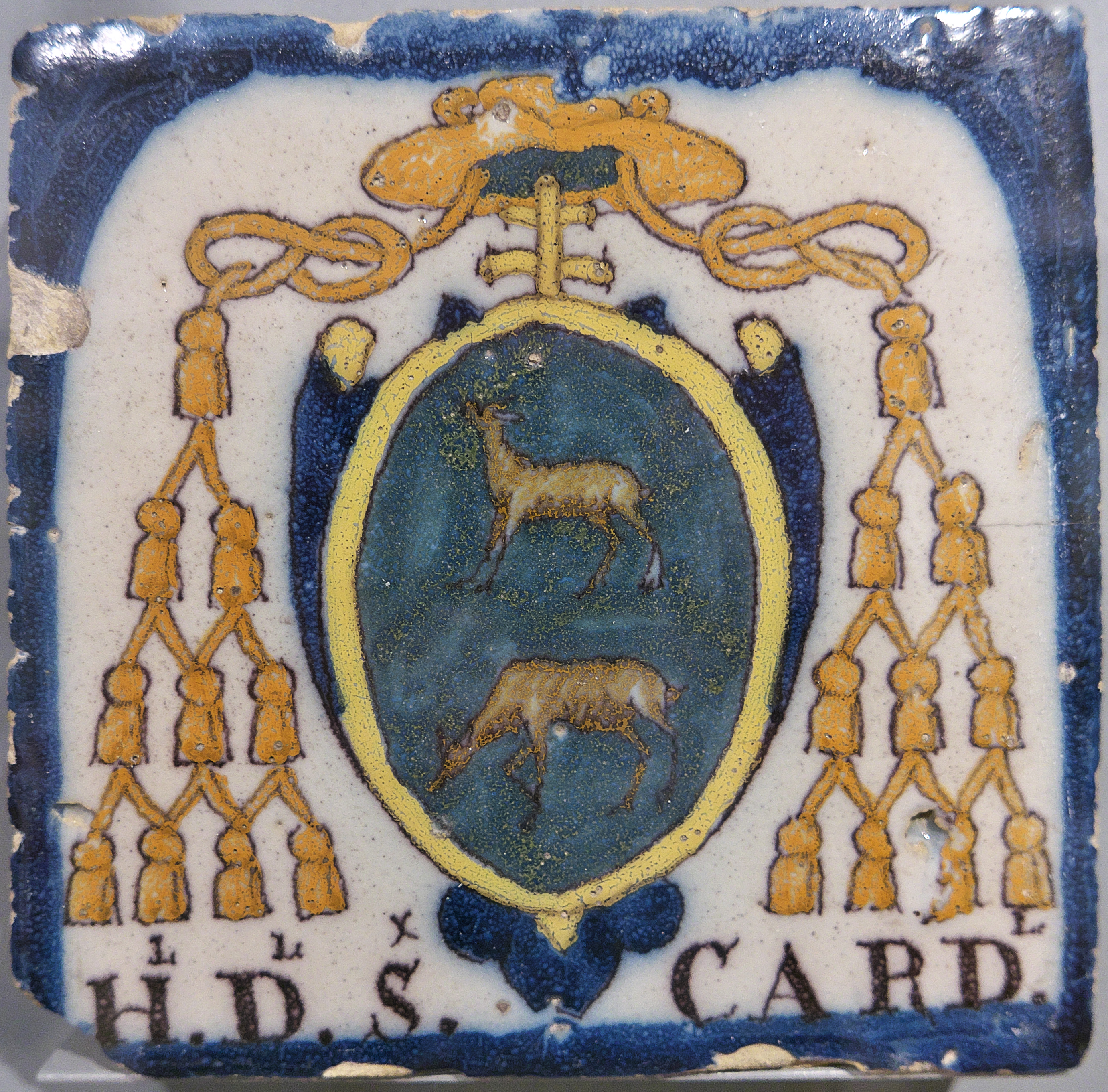
Kardinalswappen (Die Wappendevise lautete: Ex Antiquis)

### Kardinalskreierung und Konzil von Basel
Am 24. Mai 1426 nahm ihn Martin V. als Kardinalpriester von San Pietro in Vincoli ins Kardinalskollegium auf. Durch seinen neuen Titel erhielt Juan de Cervantes wichtige und geldbringende Benefizien. 1430 wurde er Apostolischer Administrator von Tui, was er bis 1438 blieb. Am Konklave des Jahres 1431 konnte er nicht teilnehmen, unterstützte allerdings Kardinal Domenico Capranica.
Im November 1432 erreichte er Basel, um am dortigen Konzil teilzunehmen. Er schlug sich in der folgenden Zeit auf die Seite der Konzilsteilnehmer und nahm eine aggressive Haltung gegenüber Papst Eugen IV. ein. Aufgrund seines hohen Ansehens wurde er 1433 von den Konzilsvätern zum alleinigen Richter in Glaubensfragen erkoren, was er bis 1434 blieb.
1435 kehrte er allerdings nach Rom zurück und söhnte sich mit dem Papst aus. In dessen Auftrag reiste Cervantes im folgenden Jahr erneut nach Basel, um eine Einigung mit den Konzilsvätern voranzutreiben.

### Ab 1439

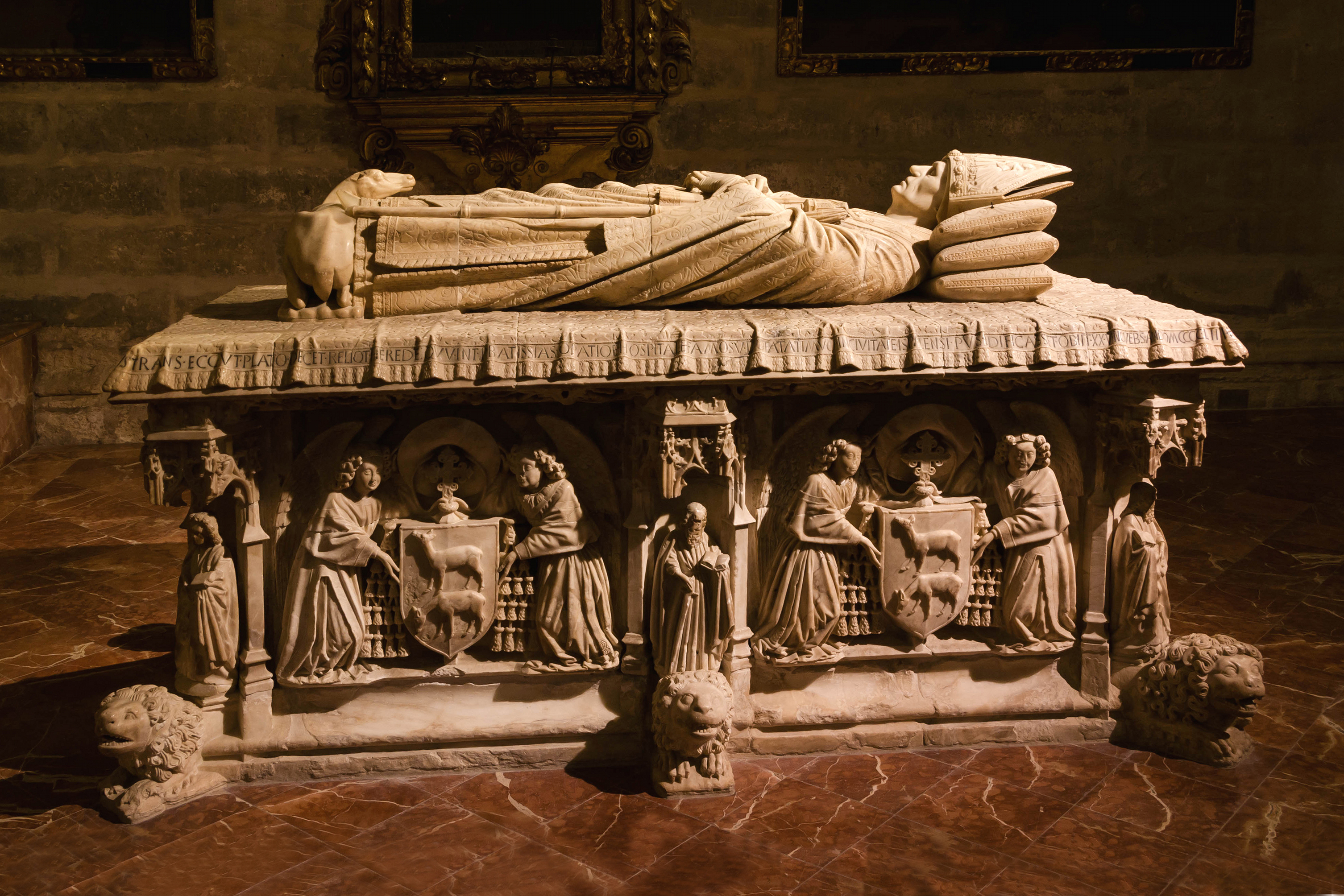
Sarkophag von Juan de Cervantes in der Kapelle San Hermenegildo (Kathedrale von Sevilla), geschaffen 1458 von Lorenzo Mercadante de Bretaña

Ab 1439 reiste Juan de Cervantes durch ganz Europa, wobei er sich auch in der Nähe von Basel aufhielt, der Wahl des Gegenpapstes Felix V. aber fernblieb. 1440 zelebrierte er die Hochzeitsmesse des späteren Königs Heinrich IV. von Kastilien in Valladolid. 1441 wurde er Apostolischer Administrator von Segovia, anschließend war er Päpstlicher Legat in der Lombardei. 1446 wurde er Kardinalbischof von Ostia e Velletri und damit Kardinaldekan. Er nahm auch 1447 nicht am Konklave teil, das Nikolaus V. wählte. 1449 wurde er Apostolischer Administrator von Sevilla, was er bis zu seinem Tod blieb. Juan de Cervantes hielt sich in den letzten Jahren seines Lebens auch dort auf und ließ unter anderem ein Hospital errichten. Er starb 1453 und wurde in der von ihm errichteten Kapelle San Hermenegildo beigesetzt.

## Sonstiges
1436, während Juan de Cervantes zwischen den Konzilsvätern in Basel und dem Papst vermittelte, war Enea Silvio Piccolomini, der spätere Pius II., sein Privatsekretär.